# Chorebus paucipilosus
Chorebus paucipilosus är en stekelart som beskrevs av Fischer 2004. Chorebus paucipilosus ingår i släktet Chorebus och familjen bracksteklar. Inga underarter finns listade i Catalogue of Life.